# .et
.et là tên miền Internet cấp cao nhất dành cho quốc gia (ccTLD) của Ethiopia. Nó cũng là từ tiếng Pháp và tiếng Latin cho "Và". Nó cho phép nhiều tên miền lách, nếu không có sự thật là tên miền cấp 2 không được phép bán. Tất cả tên miền đều ở dạng example.com.et, example.org.et, vân vân...